# Мулкой
Мулкой (чечен. Мулкъа) — село в Итум-Калинском районе Чеченской Республики. Входит в состав Гухойского сельского поселения.

## География
Расположено на берегу реки Мулкан-Эка (левого притока Аргуна), к северо-западу от районного центра Итум-Кали.
Ближайшие населённые пункты: на западе — Пешхой, на севере — Харсеной, на северо-востоке — Борзой и на юго-востоке — Гухой.

## История

### Первые упоминания
Представители тайпа упоминаются в документах XVI—XVII вв. под именем мулки, а их поселения как мулкинские земли.
Когда Шамиль пришёл в Чечню 1839 году, Мулкой во главе с Губашом Гухоевским встали против его законов, недовольные его толкованием законов предков. Через два года произошло примирение на горе между селениями Гухой и Хорсеной, после которого жители Мулкоя присоединились к Шамилю.

### Выселение 1944 года
В 1944 году коренное население ЧИ АССР было выселено. После восстановления ЧИ АССР чеченцам было запрещено возвращаться в свои исконные районы: Галанчожский, Шатойский и Итум-Калинский.

## Население
| 2002 | 2010 |
| ---- | ---- |
| 136  | ↘0   |